# Curtis Guild, Jr.
Curtis Guild, Jr. (2 de Fevereiro de 1860 – 6 de Abril de 1915) foi um jornalista, soldado, diplomata e político americano de Massachusetts. Foi o 43º Governador de Massachusetts, exercendo de 1906 até 1909. Antes de sua eleição para governador, Guild serviu na Milícia Voluntária de Massachusetts, atuando em Cuba durante a Guerra Hispano-Americana. Foi editor do Boston Commercial Bulletin, uma publicação comercial iniciada por seu pai.
Formado em Harvard, onde tornou-se grande amigo de Theodore Roosevelt, Guild era como Roosevelt, um Republicano progressista, ativo na organização do partido desde 1881. Durante seu mandato como governador, várias reformas sociais, trabalhistas e governamentais foram promulgadas. Depois de deixar o cargo, foi considerado um potencial candidato a Vice-Presidente dos Estados Unidos em 1908 e exerceu por dois anos como Embaixador dos Estados Unidos na Rússia.

## Primeiros anos e formação
Curtis Guild, Jr. nasceu em Boston, Massachusetts, no dia 2 de Fevereiro de 1860, filho de Curtis Guild, Sr. e Sarah Crocker (Cobb) Guild. A família de Guild tinha profundas origens coloniais, descendente de John Guild, que estabeleceu-se em Dedham em 1636. Sua mãe era descendente de David Cobb, um veterano da Guerra de Independência dos Estados Unidos. O pai de Guild foi o fundador e editor do Commercial Bulletin, uma publicação comercial de Boston. Guild estudou em Chauncy Hall, uma escola particular em Boston, e depois frequentou a Universidade Harvard. Nas duas escolas, esteve envolvido em organizações militares, tornando-se tenente dos fuzileiros de Harvard em 1879. Também era um bom esgrimista, vencendo duas vezes o campeonato de esgrima da universidade e trabalhou como escritor em The Harvard Crimson e The Harvard Lampoon. Formou-se em Harvard em 1881 com altas honrarias e foi o orador de sua classe. Durante seus anos em Harvard, tornou-se amigo de Theodore Roosevelt.

## Atividades comerciais e militares
Depois de formar-se na universidade, Guild realizou uma pequena turnê pela Europa antes de começar a trabalhar no jornal de seu pai. Subiu nos cargos do negócio, fazendo rondas semanais por fabricantes locais de lã para obter notícias e transformando o Bulletin em um diário oficial do comércio. Assumiu a propriedade da publicação em 1902.
Guild também continuou as atividades militares que havia iniciado durante seus anos de escola. Em 1891, o Guild entrou na Milícia Voluntária de Massachusetts, conquistando o posto de General de Brigada em 1898. Durante esses anos de serviço, pesquisou as mais recentes técnicas de uso e manuseio de fuzis e foi nomeado Inspetor Geral de Prática de Fuzil da milícia pelo governador Roger Wolcott. Após o naufrágio do USS Maine em 1898, o Guild imediatamente ofereceu-se para o serviço na Guerra Hispano-Americana que seguiu-se e foi contratado como tenente-coronel e inspetor geral em Maio. Serviu como inspetor geral de Havana durante a ocupação americana. Foi dispensado do Exército em Maio de 1899. Aposentou-se oficialmente da Milícia Voluntária de Massachusetts em 1909, com a patente de major-general.

## Carreira política
Guild foi, juntamente com Roger Wolcott, um dos organizadores do "Young Republican Club" (mais tarde apenas o "Republican Club"), fundado em 1891 para administrar a nova vida no Partido Republicano em Massachusetts. Foi criado para combater uma organização semelhante fundada pelos Democratas e promover a carreira de Henry Cabot Lodge. O clube foi fundamental para obter a indicação do partido em 1891 para Charles H. Allen como Governador de Massachusetts; acabou perdendo para o incumbente William E. Russell.
Guild entrou na política em 1881, exercendo como membro da Câmara dos Representantes de Massachusetts. Tornou-se membro do Comitê do Partido Republicano do estado em 1894 e tornou-se nacionalmente conhecido quando exerceu como vice-presidente da Convenção Nacional Republicana de 1896. Em 1900, trabalhou na campanha vice-presidencial de Roosevelt e viajou com Roosevelt depois que o assassinato do Presidente William McKinley elevou Roosevelt à presidência.

### Vice-Governador

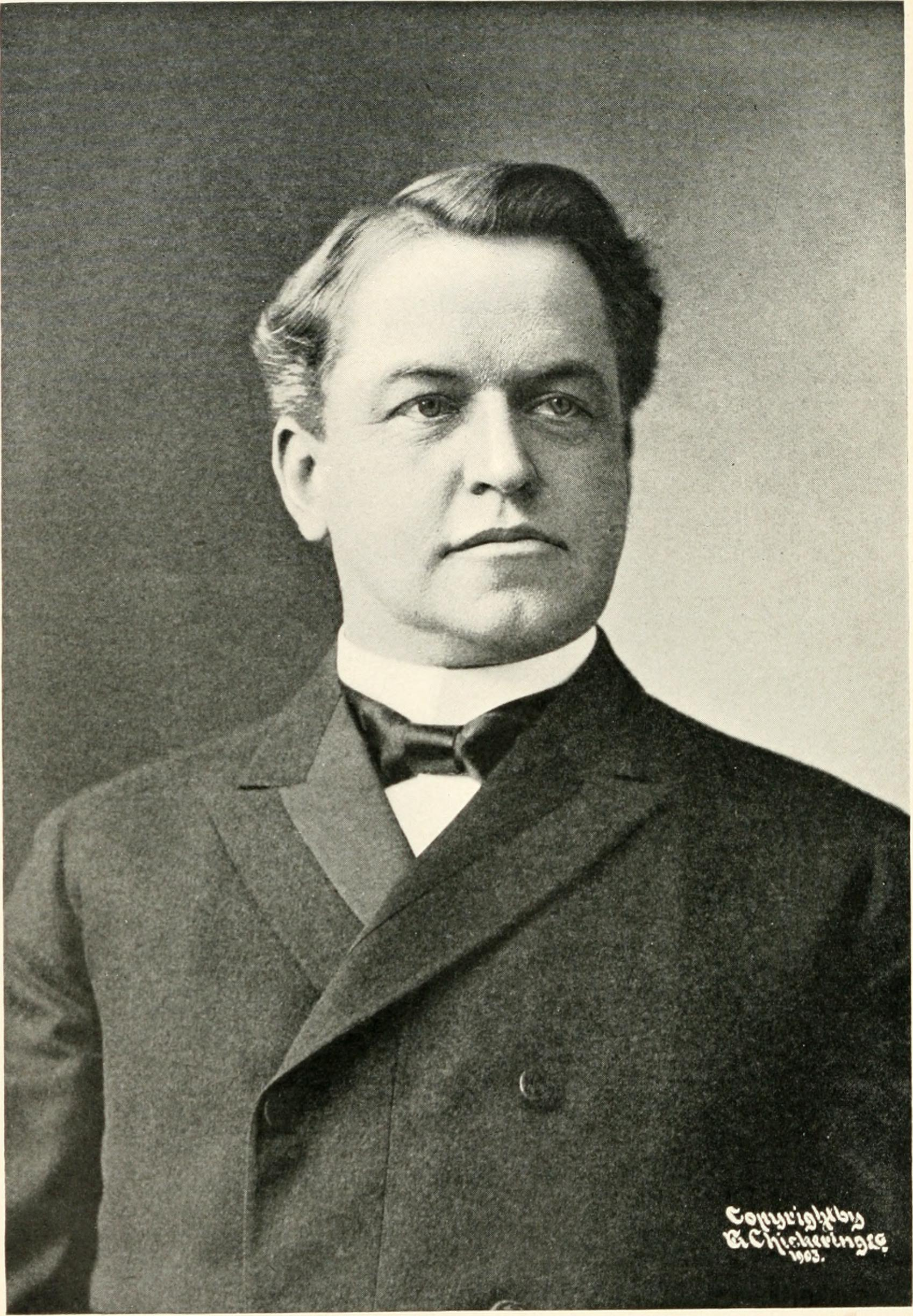
John L. Bates, publicado em 1905

Em 1899, Guild foi apresentado como a escolha da liderança do partido (em particular de Lodge) como o próximo Vice-Governador de Massachusetts. Na convenção estadual, ficou inesperadamente chateado com John L. Bates, que venceu a indicação sem apoio significativo da liderança do partido. O partido fechou escalões e apoiou Bates, que exerceu como Vice-Governador em 1900 até 1903 e depois governador em 1903 até 1905. Dada a administração do partido, em estilo de escada rolante, de possíveis ocupantes de cargos, Guild não foi novamente escolhido para a nomeação a vice-governador até a eleição de 1902. Nessa eleição, obteve mais votos em seu cargo do que Bates no governo, embora ambos tenham sido vitoriosos. Em 1904, Bates foi derrotado pela reeleição pelo Democrata William L. Douglas, enquanto Guild foi reeleito para o segundo assento.

### Governador
Após o processo do partido, Guild recebeu a indicação de governador em 1905. A principal questão do partido naquele ano foi a reciprocidade ou reforma tarifária que igualava o comércio com o vizinho Canadá. Guild era a favor da reciprocidade, mas grande parte da liderança mais conservadora do partido não era, e a nomeação de Vice-Governador foi para Eben Sumner Draper, um rico empresário e forte protecionista. Os Republicanos obtiveram uma vitória confortável contra uma oposição Democrata desorganizada. Guild exerceu três mandatos de um ano, antes de recuar em favor de Draper.
Como governador, Guild foi um dos mais progressistas da época, vendo a aprovação de um órgão significativo de legislação de reforma. O estado exigiu inspeções médicas em crianças em idade escolar e aprovou um projeto de lei corrupto que proíbe as contribuições das empresas para campanhas políticas. O trabalho noturno para mulheres e crianças foi proibido, um serviço de emprego estatal foi iniciado e os regulamentos que governam a inspeção de fábricas por saúde e violações trabalhistas foram fortalecidos. As empresas de comunicação e os distribuidores de gás natural também foram colocados sob regulamentação estadual. Guild também fez várias nomeações distintas. Nomeou os primeiros juízes ítalo-americanos do estado, além de dois juízes judeus e um funcionário da corte afro-americana.

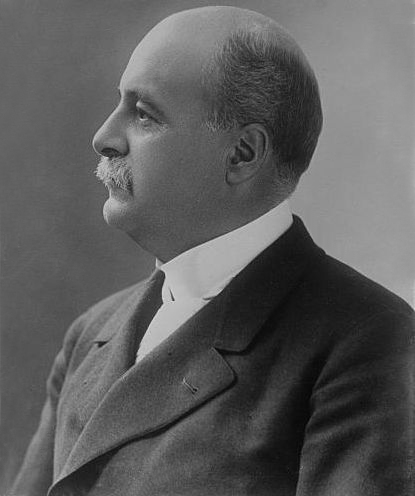
Eben Sumner Draper, foto de 1914

A provisão de assistência financiada pelo estado para pacientes mentais do estado, determinada pela legislatura estadual em 1900 e introduzida em 1904, causou uma expansão significativa do orçamento do estado (em mais de 1 milhão de dólares, cerca de 10% do orçamento), sem um aumento que acompanha a receita. Guild, que herdou esse problema de financiamento de seus antecessores, pediu sem sucesso aumentos nos impostos corporativos em uma tentativa de diminuir a diferença, mas só conseguiu garantir a introdução de um imposto sobre herança. Depois de deixar o cargo, Guild presidiria a reunião de fundação da National Tax Association e ajudaria a redigir uma lei modelo de imposto de renda.
Uma questão que separou Guild dos integrantes mais conservadores de seu partido foi sua oposição às tentativas dos executivos das ferrovias de contornar as leis estaduais que proíbem a fusão das Ferrovias Boston e Maine com as Ferrovias Nova York, New Haven e Hartford; isso foi feito de fato através do uso de holdings e, em seguida, aprovado legislativamente, após o fato, durante o governo Draper.
Em 1907, um paciente de asilo que escapou entrou na Câmara de Massachusetts com uma pistola. Ao ver um grupo de homens entrando na Câmara do Estado, o paciente atirou, matando Edward Cohen, um líder sindical, acreditando erroneamente que era o governador.
Durante grande parte de 1908, Guild ficou gravemente doente (com pneumonia e apendicite) e foi incapaz de exercer seu cargo. Durante esses períodos, o Vice-Governador Draper atuou como governador. Em outro ato destacando as divergências dentro do partido, Draper vetou uma das escolhas do Guild para comissário do conselho de estatística do trabalho do estado, por sua posição pró-trabalho.

## Diplomata
Depois de seu mandato como governador terminou, Guild recebeu apoio para a nomeação Republicana de 1908 para Vice-Presidente, mas não ganhou a nomeação. Em 1910, o Presidente William Howard Taft nomeou Guild como embaixador especial do centenário da independência do México. Taft então nomeou-o Embaixador dos Estados Unidos na Rússia, cargo que ocupou de 1911 até 1913. Foi levado a uma situação diplomática delicada em sua chegada. Os americanos haviam tornado-se cada vez mais francos sobre o tratamento russo de suas minorias, em particular os judeus, que haviam sido submetidos a pogroms e fugiram para os EUA em números significativos. Antigos judeus russos, portadores de passaporte americano, também estavam sendo submetidos a escrutínio e assédio por parte das autoridades russas. Um projeto de lei foi aprovado pelo Congresso em 1911, revogando um tratado comercial de 1832 entre os países, que entrou em vigor em Janeiro de 1913, resultando em tarifas mais altas e redução das importações russas. Isso ocorreu depois que o antecessor do Guild, William Woodville Rockhill, promoveu recentemente o estreitamento dos laços econômicos entre os países, incluindo a possibilidade de grandes investimentos dos EUA na melhoria da infraestrutura atrasada da Rússia. Guild foi, portanto, colocado na situação embaraçosa de entregar formalmente a intenção da nação de revogar o tratado. Também teve que explicar a posição do Congresso ao Ministro das Relações Exteriores, Sergey Sazonov, que discordou do que via como uma cruzada essencialmente moral. Isso inspirou raiva na liderança e na imprensa russa e além disso provocou uma reação popular contra sua população judaica. O caso marcou o fundo do poço nas relações entre os EUA e a Rússia Imperial.

## Últimos anos e morte
Depois de terminar suas funções de embaixador, Guild retornou a Boston e retomou o controle do Commercial Bulletin. Morreu no dia 6 de Abril de 1915, após uma breve doença. Está sepultado no Cemitério Forest Hills, em Boston.
Casou-se com Charlotte Howe Crosby em 1892; não tiveram filhos.

## Honrarias
Os prêmios que recebeu incluem a Ordem Russa de Santo Alexandre Nevsky e a Ordem da Coroa da Itália; o último foi concedido por medidas tomadas pelo Guild para minimizar a fraude de imigrantes italianos. Era um maçom ativo e membro da Sociedade Histórica de Massachusetts. Em 1897, tornou-se compatriota da Sociedade dos Sons of the American Revolution de Massachusetts.

## Legado
Após a morte do Guild, uma placa funerária, pago por assinatura privada, foi instalado na Câmara do Estado de Massachusetts em 1916. A Escola Primária Curtis Guild, em East Boston, recebeu o nome do ex-governador e o Acampamento Base Curtis Guild da Guarda Nacional de Massachusetts foi em homenagem a ele. O esquadrão composto do Acampamento Curtis Guild da ala de patrulha aérea civil de Massachusetts também é em sua homenagem.